# Non più andrai
Non più andrai (Годі вже вітрогоном завзятим) — арія для басу з опери Моцарта «Весілля Фігаро», K. 492.

## Текст
| [Італійською (лібрето Лоренцо да Понте) Non più andrai, farfallone amoroso, notte e giorno d'intorno girando; delle belle turbando il riposo Narcisetto, Adoncino d'amor. Non più avrai questi bei pennacchini,— quel cappello leggero e galante, quella chioma, quell'aria brillante, quel vermiglio donnesco color. Tra guerrieri, poffar Bacco! Gran mustacchi, stretto sacco. Schioppo in spalla, sciabla al fianco, collo dritto, muso franco, un gran casco, o un gran turbante, molto onor, poco contante! Ed invece del fandango, una marcia per il fango. Per montagne, per valloni, con le nevi e i sollioni. Al concerto di tromboni, di bombarde, di cannoni, che le palle in tutti i tuoni all'orecchio fan fischiar. Cherubino alla vittoria: alla gloria militar!] Помилка: {{Lang}}: текст вже має курсивний шрифт (допомога) | Українською переклад Є. Дроб'язка Годі вже вітрогоном завзятим Дні і ночі кружлять безтурботно І тривожити серце дівчатам Ти гарненьке хлоп’ятко вселюб. Годі пір’я чіпляти на брилі Турбуватись за кучері гарні, Та за банти, за банти шикарні, За яскраву помаду для губ. А в солдатах – в чорта, в бога! Пишні вуса, куртка вбога, Спис на плечах, шабля збоку, Тверді груди, гостре око, Сильні м’язи, злидні без края Шана є грошей немає! І замість балів та злота Лиш походи крізь болото, Та крізь гору крізь долини І в негоду і в годину Під музику страховинну Під гарматну стрілянину Що триває без упину Все твоє життя трива Керубіно, слава близько, Близько слава військова! |